# Мириков, Хасан Савельевич
Хасан Савельевич Мириков (3 сентября 1950, Дзауджикау, Северо-Осетинская АССР, СССР) — советский футболист, полузащитник. Мастер спорта СССР. Заслуженный работник физической культуры, отличник народного образования России.

## Карьера

### Клубная
Отец Мирикова, имевший ещё троих детей, скончался рано. Футболом Хасан начал заниматься в ДЮСШ орджоникидзевского «Спартака», тренер Григорий Симонян. В школе-интернате № 4 занимался под руководством Беслана Кубатиева и Феликса Гогкоева. У тренера Ивана Ярощенко занимался гимнастикой, в 15 лет выступал по программе первого взрослого разряда. Играл за сборную республики «Юность» в первенстве СССР среди юношей. В 1967 году в 16 лет был приглашён Андреем Зазроевым в дубль «Спартака». В составе главной команды дебютировал 19 апреля 1968 года в матче 1/64 Кубка СССР «Уралмаш» — «Спартак» (3:0). В 1968 году во второй группе класса «А» сыграл 25 матчей, в следующем году вместе с командой вышел в высшую группу класса «А», где провёл 15 игр, а «Спартак» занял последнее, 17 место. 1972 год провёл в команде высшей лиги «Нефтчи» Баку — 26 игр, 2 гола, но на следующий год из-за болезни матери вернулся в «Спартак». По той же причине отказался от перехода в московское «Динамо» Константина Бескова и киевское «Динамо» Валерия Лобановского. В 1974—1975 годах проходил армейскую службу в ростовском СКА, в 1975 году в высшей лиге провёл 10 матчей, победил с командой в Кубке Дружественных армий. 1976 год вновь отыграл в «Спартаке», в апреле — мае сыграл три матча в составе ленинградского «Зенита», но в середине сезона вновь вернулся в «Спартак», где и закончил карьеру футболиста в 1980 году.
Всего за «Спартак» Владикавказ в первенстве СССР провёл 10 сезонов, сыграл 278 матчей и забил 27 голов.

### В сборных
Серебряный призёр I молодёжного чемпионата Европы 1972 года — забил один мяч, участвовал в первом финальном матче со сборной Чехословакии.
В составе олимпийской сборной СССР в 1972 году провёл товарищеский матч с олимпийской сборной ФРГ и один отборочный матч 2-го этапа в 1-й группе европейской зоны Олимпиады 1972 против олимпийской сборной Франции — вышел на замену на 80-й минуте.

### Функционер
В 1981—1990 работал директором ДЮСШ № 6 г. Орджоникидзе, в 1994—2000, 2004—2005 — генеральным директором ФК «Автодор».

## Семья
По состоянию на 2019 год — женат, двое детей, двое внуков.